# John Cady
Pour les articles homonymes, voir Cady.
John Cady (New York, New York, 26 janvier 1866 - Chicago, Illinois, 12 novembre 1933) est un golfeur américain. En 1904, il remporta une médaille d'argent en golf aux Jeux olympiques de St. Louis, dans la catégorie par équipe. 